# Гряківська сільська рада
Гря́ківська сільська́ ра́да — адміністративно-територіальна одиниця та орган місцевого самоврядування в Чутівському районі Полтавської області. Адміністративний центр — село Грякове.

## Загальні відомості
- Населення ради: 867 осіб (станом на 2001 рік)

## Населені пункти
Сільській раді були підпорядковані населені пункти:
- c. Грякове
- с. Дондасівка
- с. Нове Грякове

## Склад ради
Рада складалася з 12 депутатів та голови.
- Голова ради: Губченко Яніна Олександрівна
- Секретар ради:

### Керівний склад попередніх скликань
| Прізвище, ім'я, по батькові  | Основні відомості                                                                                          | Дата обрання | Дата звільнення |
| ---------------------------- | --- | ------------ | --------------- |
| Шепелюк Любов Іванівна       | Сільський голова, 1952 року народження, освіта вища, член Соціал-демократичної партії України (об'єднаної) | 26.03.2006   | 31.10.2010      |
| Шепелюк Любов Іванівна       | Сільський голова, 1952 року народження, освіта вища, член Соціал-демократичної партії України (об'єднаної) | 31.10.2010   | 25.10.2015      |
| Губченко Яніна Олександрівна | Сільський голова, 1965 року народження, освіта професійно-технічна, безапартійна                           | 25.10.2015   |                 |

Примітка: таблиця складена за даними сайту Верховної Ради України та ЦВК

### Депутати VII скликання
За результатами місцевих виборів 2015 року депутатами ради стали:

#### За суб'єктами висування
| Суб'єкт висування | Кількість обраних депутатів | %      |
| ----------------- | --------------------------- | ------ |
| Самовисування     | 12                          | 100.00 |

#### За округами
| № округу | Прізвище, ім'я, по батькові  | Ким висунуто  | Дата нар.  | Освіта              | Партійна приналежність | Відомості                                          |
| -------- | ---------------------------- | ------------- | ---------- | ------------------- | ---------------------- | -------------------------------------------------- |
| 1        | Полтавська Тетяна Сергіївна  | Самовисування | 15.11.1991 | вища                | безпартійна            | Гряківська сільська рада, оператор                 |
| 2        | Лиховид Лілія Григорівна     | Самовисування | 06.01.1969 | вища                | безпартійна            | Територіальний центр, соціальник робітник          |
| 3        | Котеба Сергій Вікторович     | Самовисування | 03.02.1978 | загальна середня    | безпартійний           | тимчасово не працює                                |
| 4        | Дуванова Надія Миколаївна    | Самовисування | 31.07.1954 | загальна середня    | безпартійна            | пенсіонерка                                        |
| 5        | Губченко Любов Валеріївна    | Самовисування | 25.09.1968 | загальна середня    | безпартійна            | Гряківська ЗОШ І-ІІІ ступенів, технічний працівник |
| 6        | Косенко Надія Іванівна       | Самовисування | 10.06.1944 | загальна середня    | безпартійна            | пенсіонерка                                        |
| 7        | Гусар Анатолій Михайлович    | Самовисування | 22.08.1984 | вища                | безпартійний           | Гряківська ЗОШ І-ІІІ ступенів, педагог-організатор |
| 8        | Гордий Олександр Михайлович  | Самовисування | 17.09.1971 | загальна середня    | безпартійний           | ПП «Гордий», приватний підприємець                 |
| 9        | Прокопова Олена Анатоліївна  | Самовисування | 29.10.1976 | загальна середня    | безпартійна            | Гряківська ВПЗ, листоноша                          |
| 10       | Коляда Тетяна Михайлівна     | Самовисування | 11.06.1964 | професійно-технічна | безпартійна            | тимчасово не працює                                |
| 11       | Усенко Антоніна Григорівна   | Самовисування | 03.08.1967 | професійно-технічна | безпартійна            | тимчасово не працює                                |
| 12       | Симоненко Віктор Миколайович | Самовисування | 18.08.1978 | професійно-технічна | безпартійний           | тимчасово не працює                                |